# Jean Darmand
Jean Darmand (dit « L'Orphelin » ou « L'Orfelin »), né vers 1600 et mort le 6 décembre 1669, est un sculpteur et médailleur français, graveur général des monnaies du royaume de France de 1630 à 1646.

## Biographie

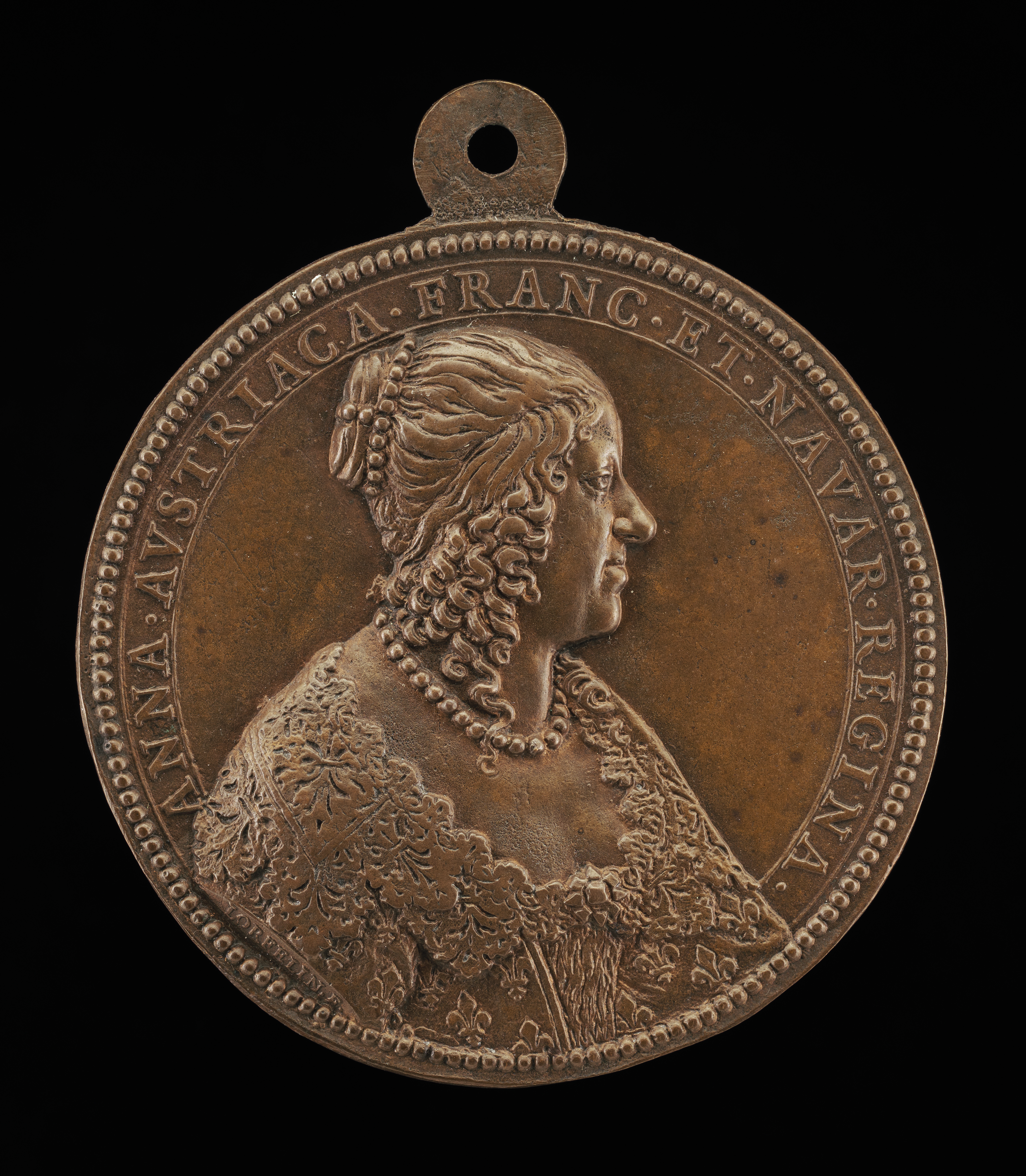
Médaille figurant Anne d'Autriche (avers, bronze, 1642), National Gallery of Art.

Darmand (parfois écrit « d'Armand ») commence sa carrière vers 1626 comme graveur ordinaire pour la reine-mère Marie de Médicis, et son nom apparaît comme maître graveur de la Monnaie de Riom avant 1630.
Le 16 juin 1630, il rachète l'office de Nicolas Briot et est nommé le 2 août suivant graveur général des monnaies de France. Pierre Regnier avait été intérimaire à ce poste entre 1625 et 1630.
On lui doit par exemple, vers 1642, une médaille à l'effigie d'Anne d'Autriche (1601-1666). 
En 1646, lui succède Jean Varin, qui prend la charge de graveur général.
Le 7 mai 1648, il présente à la Cour des monnaies, une série de monnaies à l'effigie de Christine de Suède.
En 1656, il grave le nouveau sceau de l'Académie royale de peinture et de sculpture.
En 1667, il présente une médaille à l'occasion de la représentation d'une tragédie au collège de la Trinité à Lyon.
Marié une première fois à Suzanne Putois et père de six enfants, puis époux de Suzanne Raoult dont il a deux enfants, il meurt le 6 décembre 1669.